# HD 198160
HD 198160，又名CP-62 6180，SAO 254883、HR 7959，是一颗恒星，视星等为6.28，位于銀經333.32，銀緯-37.62，其B1900.0坐标为赤經20h 43m 17.6s，赤緯-62° -37.62′ 59″。